# Adenauerplatz 7 (Mönchengladbach)

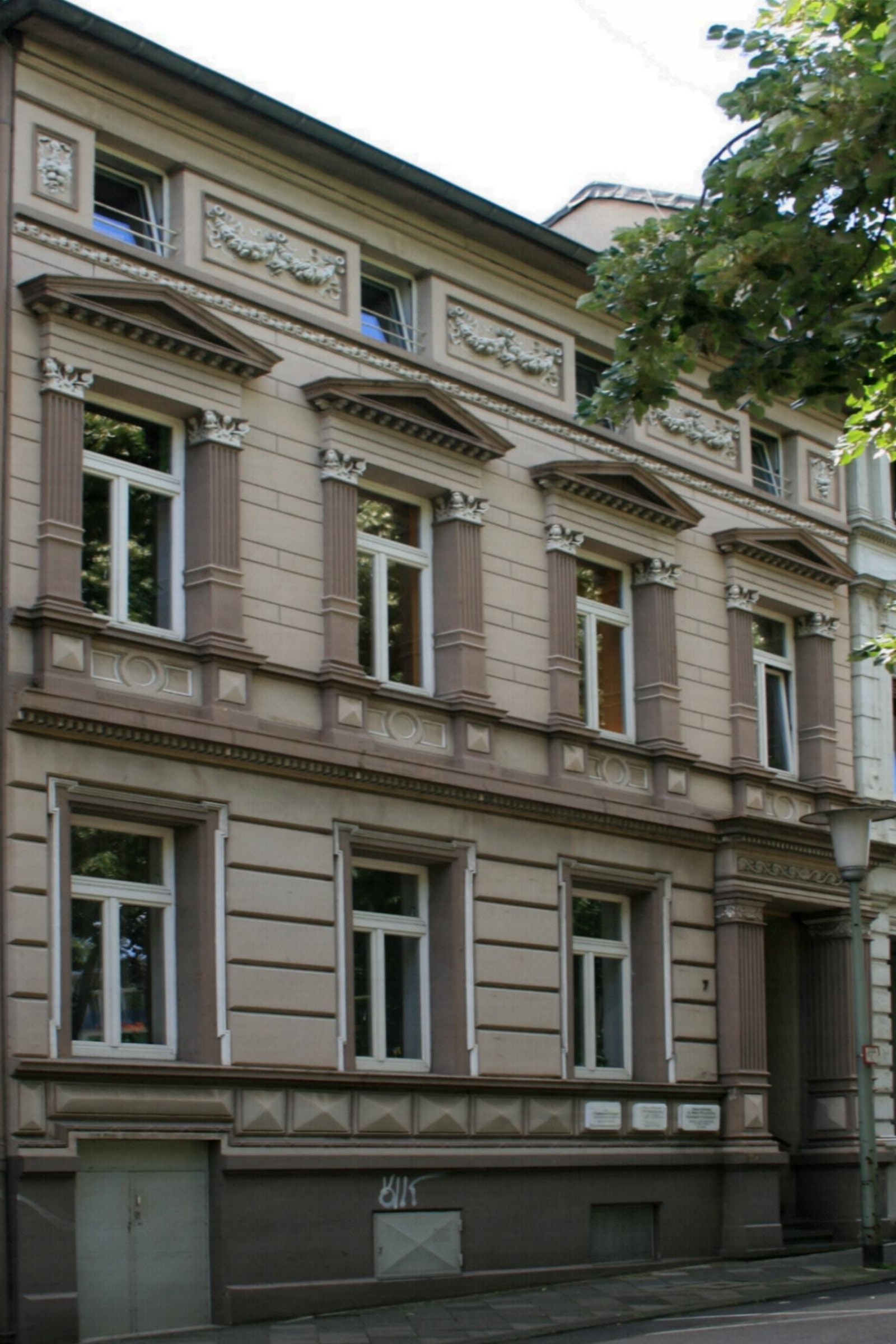
Wohnhaus (2010)

Das Wohnhaus Adenauerplatz 7 steht in der Stadt Mönchengladbach in Nordrhein-Westfalen. Es wurde 1890 erbaut. Das Gebäude ist unter Nr. A 031 am 7. August 1990 in die Denkmalliste der Stadt Mönchengladbach eingetragen worden.

## Lage
Das Gebäude befindet sich auf der südlichen Seite des Kaiserplatzes in einer geschlossenen Mischbebauung zwischen Albertus- und Adenauerstraße.

## Architektur
Es handelt sich um ein zweieinhalbgeschossiges, vierachsiges, traufenständiges Gebäude. Glatter abgesetzter Sockel. Erdgeschoss mit kräftigen Streifenquadern, erstes Obergeschoss mit zarter, flächiger, verschieden hoher Streifenquaderung. Im Erdgeschoss rechts der tief eingeschnittene Hauseingang zwischen lateralen, kannelierten, dorischen Pilastern und mit gerader Gebälkverdachung, darin ein „laufender Hund“. Die drei linken Achsen des Erdgeschosses schlicht gerahmt (mit Ohren) und auf durchlaufendem Sohlbankgesims liegend. Zwischen diesem Sohlbankgesims und dem Sockel ein Diamantbossenfries. Fenster des ersten Obergeschosses – einem durchlaufenden Sohlbankgesims über diamantierten Sockeln aufliegend – mit kannelierter, korinthischer Pilasterrahmung und Dreiecksgiebelverdachung.
Über dem ersten Obergeschoss: ein Mezzanin – als Dachgeschoss; zwischen den vier kleinen Fenstern Felder, gefüllt mit Festons. Darüber ein Dachgebälk. Innen: Im Foyer Stuckdekors; im Treppenhaus Treppe in Holz; zum Teil alte Türen und Türrahmen.